# Alden (cràter)
Alden és un cràter lunar a l'hemisferi sud de la cara oculta de la Lluna. Es troba entre el cràter Hilbert al nord-nord-oest, i Milne al sud-sud-est. Al sud-sud-oest hi trobem Scaliger.
Alden té una vora baixa que està coberta al nord i al nord-est per Alden C i Alden E, més petit. La paret exterior apareix desgastada i erosionada, especialment a la paret dsud. El sòl interior és un xic irregular i ple de marques. El petit cràter Alden V es troba just a la vora nord, i està unit a Alden C al seu costat est.

## Cràters satèl·lits
Per convenció, aquestes característiques s'identifiquen en els mapes lunars localitzant la lletra en el punt mitjà de la vora del cràter que es troba més proper a Alden.
| Alden | Coordenades                            | Diàmetre |
| ----- | -------------------------------------- | -------- |
| B     | 20° 30′ S, 112° 36′ E / 20.5°S,112.6°E | 17 km    |
| C     | 22° 30′ S, 111° 24′ E / 22.5°S,111.4°E | 50 km    |
| E     | 23° 12′ S, 112° 24′ E / 23.2°S,112.4°E | 28 km    |
| V     | 22° 30′ S, 110° 06′ E / 22.5°S,110.1°E | 19 km    |